# حفظ الأغذية
حفظُ الأغذيةِ عمليةٌ تُتَّخذ لتأخير الفساد الطبيعي للأغذية.

## فوائده
ساعد حفظ الأغذية في جعل الحياة الحديثة أكثر يسراً. إذ أنه بدون حفظ الأغذية، يلزم لمعظم الأفراد القيام بزراعة الغذاء الخاص بهم. ولا يمكن نقل الغذاء من الريف إلى المدن بدون أن يتعرض للفساد أو التلف بفعل الآفات. نتيجة لذلك، فإنه لم يكُن من الممكن إنشاء مدن جديدة، كما أن المجاعات ستكون في الغالب أكثر شيوعًا وانتشارًا، لأنه بدون حفظ الغذاء يتعذر حفظ الكمِّيات الفائضة من الغذاء للاستخدام في الحالات الطارئة.
تفسد الأغذية عاجلاً أو آجلاً إذا لم يتم حفظها. إلا أنه يمكن حفظ بعض المواد الغذائية مثل الحبوب لعدة أشهر دون أيَّة معالجات خاصة تقريبًا. بينما لا تبقى بعض الأغذية الأخرى مثل الحليب أو اللحم في حالة طازجة بدون تلف إلا لمدة يوم أو يومين.

## طرقه
توجد عدة طرق لذلك، تتراوح ما بين التبريد البسيط للأغذية وحفظ الأغذية بالإشعاع. وبعض طرق حفظ الأغذية طرق قديمة جدًا تعود لعصر ما قبل التاريخ، إلا أنه قد تمَّ تطوير طرق جديدة لحفظ الأغذية نتيجة للتقدم العلمي الحديث.
ويحدُث فساد الأغذية أساسًا من مصدرين رئيسيّين هما الآفات والكائنات الحيّة الدقيقة أو الأحياء المجهرية.
تشمل أهم طرق حفظ الأغذية الوسائل التالية:

## المعالجة
تشمل المعالجة إضافة بعض المكوِّنات مثل الملح والسكر ونترات الصوديوم ونتريت الصوديوم إلى المواد الغذائية. تعتبر هذه الطريقة من أقدم طرق حفظ الأغذية. وتُستخدم المعالجة حاليًا لحفظ لحم البقر المعالج وبعض أنواع اللحوم الأخرى. كما تُستخدم الطريقة نفسها أحيانًا لحفظ السمك والبطاطس والخيار وبعض أنواع البندق والجوز.
لكل من مكونات المعالجة دوره الخاص في التأثير على الأطعمة. فيقوم الملح بإبطاء نمو الكائنات الحية الدقيقة والتخلص من بعض الماء الموجود في الغذاء. بينما يقوم السكر بالتطرية ومعادلة التصلُّب الذي يُسببه الملح. وتساعد أملاح نترات ونتريت الصوديوم في المحافظة على اللّون الأحمر في اللحم. أما التوابل فيتم إضافتها أساسًا لإعطاء الطعم.

### التعليب
يعد التعليب أكثر طرق حفظ الأغذية شيوعاً وانتشاراً في البلاد الصناعية. في هذه الطريقة، يتم وضع الأغذية في أوعية محكمة القفل تسمى إحداها عُلبة سواء كانت علبة من صفيح أو زجاج. ثم يتم تسخين العلبة لقتل وتدمير الكائنات الحية الدقيقة التي يمكن أن تُسَبِّب فسادًا للأغذية. وتنتج مصانع تعليب الأغذية العديد من الأغذية المُعَلَّبة مثل الفواكه والخضراوات. ويتم تنظيف الغذاء وغسله جيدًا قبل وضعه في العُلَب. وبعد الانتهاء من تجهيز الأغذية الخام فإن عملية التعليب نفسها تشتمل على خمس عمليات أساسية هي: 1- التعبئة. 2- التسخين الابتدائي. 3- قفل العلب. 4- المعالجة الحرارية. 5- التبريد.

### التخزين على درجات حرارة منخفضة أو التبريد
يُحفظ الغذاء طازجًا على درجة حرارة 4 درجة مئوية. والتخزين على هذه الدرجة أو قريبًا منها يُوقف نمو ونشاط معظم الكائنات الحية الدقيقة التي تسبب فساد الأغذية. كما أنه يقلل أيضًا من نشاط الإنزيمات التي تسبب التغيرات غير المرغوبة في لون وطعم وملمس المواد الغذائية. والأغذية التي تحتاج للحفظ بالتبريد تشمل السمك واللّحم والبيض واللبن والفواكه والخضراوات.

### التجميد
يزيل التجميد الحرارة من الأغذية باستخدام درجات حرارة منخفضة ويبطِّئ من نمو الكائنات الحية الدقيقة، كما يوقف تمامًا التدهور أو التكسير في العناصر الغذائية. ومن المعروف أن معظم الأغذية، نظرًا لاحتوائها على نسبة مرتفعة من الماء، فـإنها تتجمد على درجات حرارة تتراوح ما بين صفر و-18°م
تعتبر الخضراوات من بين أهم الأغذية التي يتم حفظُها بالتجميد. ويلزم سلق الخضراوات قبل تجميدها. وتقوم عملية السلق بمنع الإنزيمات التي لا يتم قتلها أثناء التجميد من تغيير طعم الخضراوات. ومن الأغذية الأخرى التي يتم حفظها بالتجميد بخلاف الخضراوات اللحم والسمك والدواجن والعصائر. ويلزم تنظيف المواد الغذائية وتقشيرها أو إعدادها بإحدى صور الإعداد قبل تجميدها. وأهم الطرق الصناعية الشائعة للتجميد حاليًا تشمل: 1- التجميد على الألواح أو الأرفف 2- التجميد بتيارات الهواء البارد 3- التجميد بالغازات السائلة.

### التجفيف
تُستخدم الحرارة في التجفيف لطرد الرطوبة من الغذاء إلى اقل من 15%من الرطوبة، لأن الميكروبات الدقيقة التي تسبب فساد الأغذية تحتاج إلى الرطوبة لتنمو. فعندما يتم تجفيف الغذاء إلى الدرجة أو الحد الذي تفقد فيه الأغذية معظم الماء الموجود فيها، فإن الكائنات الدقيقة لا تستطيع النمو عليها. وتوجد عدة طرق لإنتاج الأغذية المجففة منها: 1- التجفيف بالشمس 2- التجفيف على صوانٍ 3- التجفيف في الأنفاق

### التجفيف بالتجميد (التجفيد)
هو عملية تجفيف بطريق التجميد حيث يمكن للثلج تحت ظروف خاصة أن يتحول مباشرة من الحالة الصلبة إلى الحالة الغازية بدون أن ينصهر أولاً إلى سائل. تُسمى هذه الظاهرة التسامي.
وفي مصانع التجفيد، تتم إزالة الماء من الأغذية بينما تكون هذه المواد في حالة مجمدة.
أما الأغذية المحفوظة بطريقة التجفيف بالتجميد فإنها تُحافظ على الطعم الأصلي والملمس الأصلي بدرجة أفضل من الأغذية المجففة. بالإضافة إلى أنها تحتفظ بالعناصر الغذائية بدرجة أفضل. كذلك يعيب عملية التجفيف بالتجميد أنها مكلِّفة اقتصاديًا، وعلى ذلك فهي لا تُستخدم إلا مع أغذية محدودة فقط. وتشمل الأغذية المحفوظة بالتجميد القهوة السريعة الذوبان وخليط الشوربة المجففة والفراولة .

### الإضافات الغذائية
تُضاف بعض المواد لمنع الفساد أو لزيادة القيمة الغذائية للطعام. والمواد المُضافة هي مركبات كيميائية تُستخدم لحفظ الأغذية حينما لا توجد وسيلة أخرى ملائمة أو فعالة. ،و يلزم الحصول على موافقة الجهات الحكومية لاستخدام المواد المضافة.
وتساعد بعض المواد المضافة على زيادة فترة بقاء الغذاء صالحًا للاستخدام ومُسْتساغًا للمستهلك.
وتشمل المواد المضافة للأغذية: مضادات الأكسدة والمواد الحافظة وبعض المواد المضافة الأخرى مثل مواد احتجاز الأيونات والمواد الملينة التي تحول دون تصلب الغذاء وتساعد على استمرار الغذاء في حالة جذابة للمستهلك. وتمنع المواد الحافظة الكائنات الحية الدقيقة من النمو في الأغذية التي لا يمكن حفظها بطرق حفظ أخرى مثل التجميد. وتشمل المواد الحافظة الشائعة الاستخدام حامض البنزويك وحامض السوربيك وثاني أكسيد الكبريت.

### الإشعاع
يُعالج الغذاء بالإشعاع المؤيِّن، أي الإشعاع الذي ينتج عنه جسيمات مشحونة كهربائيًا. وتعتبر الأشعة السينية وأشعة غاما وحزم الإلكترونات صورًا من الإشعاع المستخدم في حفظ الغذاء. وتقوم الجرعة الصغيرة من الإشعاع بقتل البكتيريا. كما تُسبِّب وقف النشاط الإنزيمي مع عدم إحداث تغيرات كيميائية في الغذاء، أو تُحدث فقط القليل من هذه التغيرات. وتقوم الأشعة أيضًا بقتل الحشرات الموجودة في الغذاء، وتمنع إنبات بعض الخضراوات.

### التدخين
وتتم معالجة بعض أنواع اللحوم والأسماك عن طريق التدخين. ويحتوي الدخان الناتج عن حرق الأخشاب على بعض المواد الكيميائية التي تقلل من سرعة نمو الكائنات الحية الدقيقة. ويتم تعليق الأغذية المطلوب تدخينها في مبنى التدخين. وتوفير الدخان اللازم يتم عن طريق الحرق البطيء لبعض أنواع الأخشاب الخاصة.
بالإضافة إلى ذلك فإن بعض طرق الحفظ الأخرى، مثل التعقيم (البسترة) والتخمير والتبخير والتخزين في ظروف بيئية محكومة تساعد على حفظ بعض الأغذية.

## اقرأ أيضا
- تجفيف بالتجميد
- نشاط مائي